# سقر يلقي (غرغان بوي)
سقر یلقي (بالفارسية: سقریلقی) هي قرية تقع في إيران في قسم غرغان بوي الريفي. يقدر عدد سكانها بـ 1132 نسمة بحسب إحصاء 2016.